# Nicola Aldrovandi
Nicola Aldrovandi (Bologna, 6 dicembre 1971) è un ex rugbista a 15 e allenatore di rugby a 15 italiano, dal 2013 responsabile tecnico federale del settore Under-16 della provincia di Bologna. Dal 2023 Tecnico regionale della regione Emilia Romagna.

## Biografia
Cresciuto nel Rugby Bologna, in tale squadra militò – divenendone capitano – per tutti gli anni novanta; in tale periodo conobbe anche le sue esperienze internazionali: chiamato dall'allora commissario tecnico della nazionale italiana Georges Coste, esordì in Coppa FIRA a Parma contro la Spagna (debutto con meta), poi disputò i due incontri per la qualificazione alla Coppa del Mondo di rugby 1995 contro Rep. Ceca (vittoria-record 104-8 e tre mete) e Paesi Bassi (un'ulteriore meta). Le tre citate furono le uniche esperienze in azzurro di Aldrovandi.
Nel 2000 lasciò il Bologna per trasferirsi per una stagione in Spagna, nella squadra di rugby dell'Università di Siviglia; tornato in Italia fu ingaggiato dal Gran Parma e, nel 2002, dal Modena.
Per una stagione al CUS Bologna, tornò a Modena e ivi chiuse la carriera agonistica.
Dopo aver allenato il Castel San Pietro e il CUS Bologna, nel marzo 2010 Aldrovandi si è fatto promotore del recupero del suo primo club, il Rugby Bologna 1928, del quale è stato nominato allenatore per la stagione 2010-11 in serie C.
Dal 2013 dirige il settore tecnico federale per la categoria Under-16 della provincia di Bologna.